# Wonderland (Tiff Lacey)
Wonderland è l'album di debutto di Tiff Lacey, è stato pubblicato nel 2007 con Robert De Fresnes sotto il nome Rubikon.

## Tracce
1. Adore
2. Original Instinct
3. Thing Called Love
4. Why Keep On
5. Wonderland
6. Lost In Space
7. Brittle
8. Inside Out
9. Telephone
10. Naive
11. With Love